# Enjoy Yourself
Enjoy Yourself é o segundo álbum de estúdio da cantora pop australiana Kylie Minogue, lançado em 09 de outubro de 1989 através da editora discográfica PWL Records em parceria com a Warner Bros. Records. O álbum foi produzido e escrito por Stock Aitken Waterman, com exceção de "Tears on My Pillow". Tem-se observado que o álbum é muito semelhante ao primeiro álbum de Minogue, Kylie.
Houve quatro singles lançados do álbum. O single de estreia foi "Hand on Your Heart", que ficou com gráficos de sucesso, atingindo a quarta posição na Austrália e a primeira no Reino Unido. O álbum também gerou os singles "Wouldn't Change a Thing", "Never Too Late" e um cover de "Tears on My Pillow", que foi destaque na trilha sonora do filme de estreia de Minogue, intitulado The Delinquents.
Enjoy Yourself recebeu críticas mistas dos críticos de música, que viam o álbum como 'cativante', mas criticaram a sua semelhança com disco de estreia da cantora. O álbum teve sucesso comercial, atingindo o pico nas tabelas musicais de dez países, incluindo a Irlanda, Reino Unido, Grécia, Bélgica, Austrália e Nova Zelândia. Após seu sucesso inicial, o álbum foi promovido através da primeira turnê mundial de Minogue, a "Enjoy Yourself Tour". A partir de 1990, a turnê foi para a Austrália, Grã-Bretanha e na Ásia. Enjoy Yourself alcançou a primeira posição no Reino Unido, e produziu dois singles na primeira posição. Em janeiro de 1990, o álbum foi certificado quatro vezes platina no Reino Unido, e vendeu mais de um milhão de cópias nas primeiras 10 semanas de seu lançamento.

## Antecedentes
Em 1979, com 11 anos, Kylie Minogue foi estabelecida como uma atriz infantil, aparecendo nas séries de TV The Sullivans e Skyways. Minogue e sua irmã Dannii Minogue ambas tentam alcançar o sucesso na indústria de TV da Austrália, mas Dannii recebeu melhores oportunidades do que Kylie. Na época, Kylie ficou com ciúmes do sucesso novo de Dannii em Austrália. Em 1985, Kylie foi escalada em um dos papéis principais na telenovela The Henderson Kids, mas seu papel durou apenas uma temporada, e foi concluído depois de duas temporadas. Interessada em seguir uma carreira na música, ela e Dannii fez uma fita demo para os produtores do programa semanal de música Young Talent Time, que contou com Dannii como uma indicada. Kylie deu sua primeira apresentação cantando no show de televisão em 1985, mas não foi convidada para se juntar ao elenco. O sucesso de Dannii ofuscou as apresentações de Kylie, até a mesma estar no elenco da novela Neighbours. A novela alcançou popularidade no Reino Unido,e um marco na televisão após, em um episódio onde o personagem de Kylie e de Jason Donovan se casam, atraiu mais de 20 milhões de telespectadores britânicos.
Depois do sucesso de Neighbours, Minogue assinou um contrato com a Mushroom Records e desenvolveu o seu primeiro álbum de estúdio auto-intitulado (1987). Ele teve três top singles; "The Loco-Motion", "I Should Be So Lucky" e "Got to Be Certain". O primeiro teve um enorme sucesso mundial e foi o single mais vendido na Austrália durante o período de 1980, e ganhou o prêmio de "Single Mais-Vendido" no ARIA Awards. O segundo chegou a primeira posição no Reino Unido, Austrália, Alemanha, Finlândia, Suíça, Israel e Hong Kong. Minogue ganhou seu segundo consecutivo ARIA Award para o ano como single mais vendido, e recebeu um "Prêmio de Conquista Especial". O último dos três chegou a primeira posição na Austrália. Mais singles também foram lançados do álbum, e alcançaram bem nas paradas de singles.
Minogue começou a gravar seu segundo álbum com Stock, Aitken e Waterman na PWL Studios em Londres, Inglaterra em fevereiro de 1989. As sessões de gravação também foram feitas em abril e julho de 1989, com uma versão cover de "Tears on My Pillow" sendo umas das últimas canções gravadas para o álbum, após Minogue ouvir a versão original da canção em um jantar na casa de Pete Waterman.

## Gravação e estilo musical
Durante o final dos anos 1980 e depois de seu disco de estreia, Minogue estava tentando estabelecer-se como uma atriz e cantora séria e tentou orientar sua imagem pública longe de seu personagem de "Neighbours", Charlene. Minogue discordou que Charlene e "Neighbours" foram 'a chave' para sua fama, afirmando que "passou muito tempo ficando longe de Charlene. Eu sei que algumas pessoas dizem '[Neighbours] fez o que você é'. Mas isso não aconteceu. É exploração". Devido a isso, Minogue estava vendo para experimentar novos papéis no cinema que foram fornecidos por distribuidores americanos. Warner Bros. tinha contactado Minogue para fazer o papel principal de Lola Lovell no filme australiano baseado em The Delinquents, o qual ela aceitou. Ela acreditava que o papel iria a diferenciar de sua imagem de "girl-next-door". No entanto, ela também estava gravando um novo álbum para promover sua estreia, e as sessões de gravação foram muito intensas.
A empresa havia contratado o músico britânico David Bowie para trabalhar como produtor executivo do filme e produzir uma trilha sonora. O filme foi finalmente lançado em dezembro de 1989. "The Delinquents" recebeu críticas mistas e foi um fracasso comercial, particurlamente na América do Norte, onde a Warner esperava um impacto. O filme atraiu críticas negativas, especialmente na direção da personagem de Minogue. The Daily Mail sentiu que a imagem de Charlene ainda era proeminente. Muitos críticos e tablóides acreditavam que a falta de uma famosa atriz americana foi uma das razões para o resultado comercial do filme ser insuficiente. Os críticos foram ambivalentes no sentido de suas cenas de nudez, onde ela foi obrigada a posar de topless para o filme. As perspectivas de concretização de Minogue para um grande público americano e de se tornar uma "estrela de Hollywood" de Minogue despencaram. Devido ao fracasso do filme, Minogue voltou a trabalhar em seu segundo álbum de estúdio. Minogue gravou o álbum na América do Norte, Austrália e Reino Unido.
Musicalmente, o álbum continua tendo o processo e composição similar ao seu esforço anterior. O álbum, como o anterior, foi tratado por Stock, Aitken e Waterman, que tinham escrito e produzido o álbum inteiro, exceto "Tears on My Pillow" , que só produziram. De acordo com Sean Smith, que escreveu a bibliografia de Minogue intitulada Kylie, comentou: "[Enjoy Yourself] era um pouco mais que uma extensão do seu álbum de estreia". De acordo com Chris True, da AllMusic, Enjoy Yourself é um álbum pop rock e eletrônico com influências do europop, dance-pop e eurodance. Ele comentou: "Dado que é a mesma equipe que juntos fizeram seu primeiro LP, não é nenhuma surpresa que [Enjoy Yourself] soasse muito semelhante a sua estreia. O que é bom, se você levar em consideração que no momento esta fórmula era de ouro puro".

## Recepção

### Análise da crítica
Smith sentiu que o álbum era claramente uma extensão semelhante ao seu álbum de estreia e comentou que o resultado foi "de fato, outro álbum Charlene [...]" referindo-se a sua constante imagem "girl-next-door" na novela Neighbours. Chris True, da Allmusic, comentou "A Europa ficou louca para o diminutivo australiano, e este simples dance-pop é uma coisa cativante. Stock-Aitken-Waterman sabiam o que tinha e que eles criaram canções que manteve Kylie aos olhos do público. Tudo somado, um bom companheiro para sua estreia". Ele atribuiu os álbuns duas estrelas e meia de cinco.
Nick Levine do Digital Spy deu-lhe uma crítica favorável, concedendo-lhe três estrelas. Ele disse: "O álbum tem um pouco mais variedade do que sua estreia, mas uma ou duas músicas são menos fortes - consequentemente, um toque a menos de charme. Ainda assim, se você gosta dos singles e de Minogue no seu mais ingênuo, você vai descobrir que Enjoy Yourself faz bem à promessa de seu título". Em retrospecto, Jason Shawahn, de About.com revisou o álbum Ultimate Kylie e disse que "Wouldn't Change a Thing", juntamente com "Better The Devil You Know" e "What Do I Have To Do"; "não são nada se não obras-primas pop".

## Lista de faixas
Todas as músicas foram escritas e produzidas por Mike Stock, Matt Aitken e Pete Waterman com exceção de "Tears on My Pillow", que foi escrito por Sylvester Bradford e Al Lewis. Créditos adaptado do encarte de Enjoy Yourself.
| Edição padrão  |                                |         |  |
| N.º            | Título                         | Duração |  |
| 1.             | "Hand on Your Heart"           | 3:51    |  |
| 2.             | "Wouldn't Change a Thing"      | 3:14    |  |
| 3.             | "Never Too Late"               | 3:22    |  |
| 4.             | "Nothing to Lose"              | 3:21    |  |
| 5.             | "Tell Tale Signs"              | 2:26    |  |
| 6.             | "My Secret Heart"              | 2:41    |  |
| 7.             | "I'm Over Dreaming (Over You)" | 3:23    |  |
| 8.             | "Tears on My Pillow"           | 2:30    |  |
| 9.             | "Heaven and Earth"             | 3:44    |  |
| 10.            | "Enjoy Yourself"               | 3:45    |  |
| Duração total: | Duração total:                 | 32:56   |  |

| Versão norte-americana |                                                |         |  |
| N.º                    | Título                                         | Duração |  |
| 1.                     | "Hand on Your Heart"                           | 3:51    |  |
| 2.                     | "Wouldn't Change a Thing"                      | 3:14    |  |
| 3.                     | "Never Too Late"                               | 3:22    |  |
| 4.                     | "Nothing to Lose"                              | 3:21    |  |
| 5.                     | "Tell Tale Signs"                              | 2:26    |  |
| 6.                     | "Especially for You" (dueto com Jason Donovan) | 3:59    |  |
| 7.                     | "My Secret Heart"                              | 2:41    |  |
| 8.                     | "I'm Over Dreaming (Over You)"                 | 3:23    |  |
| 9.                     | "Tears on My Pillow"                           | 2:30    |  |
| 10.                    | "Heaven and Earth"                             | 3:44    |  |
| 11.                    | "Enjoy Yourself"                               | 3:45    |  |
| Duração total:         | Duração total:                                 | 36:57   |  |

| Faixas bônus da reedição japonesa de 2012 |                                            |         |  |
| N.º                                       | Título                                     | Duração |  |
| 11.                                       | "Just Wanna Love You"                      | 3:32    |  |
| 12.                                       | "We Know the Meaning of Love"              | 3:31    |  |
| 13.                                       | "Hand on Your Heart" (The Great Aorta Mix) | 6:26    |  |
| 14.                                       | "Wouldn't Change a Thing" (Your Thang Mix) | 7:15    |  |
| 15.                                       | "Never Too Late" (versão estendida)        | 6:10    |  |

| Edição especial da PWL (Disco 1) |                                            |         |  |
| N.º                              | Título                                     | Duração |  |
| 11.                              | "Especially for You"                       | 4:00    |  |
| 12.                              | "All I Wanna Do"                           | 3:38    |  |
| 13.                              | "Just Wanna Love You"                      | 3:32    |  |
| 14.                              | "We Know the Meaning of Love"              | 3:31    |  |
| 15.                              | "Hand on Your Heart" (The Great Aorta Mix) | 6:26    |  |

| Edição especial da PWL (Disco 2) |                                                      |         |  |
| N.º                              | Título                                               | Duração |  |
| 1.                               | "Hand on Your Heart" (The Heartache Mix)             | 5:22    |  |
| 2.                               | "Wouldn't Change a Thing" (The Espagna Mix)          | 5:47    |  |
| 3.                               | "I'm Over Dreaming (Over You)" (Extended Remix)      | 4:56    |  |
| 4.                               | "We Know the Meaning of Love" (versão estendida)     | 5:51    |  |
| 5.                               | "Tears on My Pillow" (12" Remix)                     | 4:20    |  |
| 6.                               | "Especially for You" (Original 12" Mix)              | 5:00    |  |
| 7.                               | "All I Wanna Do Is Make You Mine" (versão estendida) | 6:01    |  |
| 8.                               | "Hand on Your Heart" (Smokin' Remix)                 | 5:33    |  |
| 9.                               | "Wouldn't Change a Thing" (Yoyo's 12" Mix)           | 6:38    |  |
| 10.                              | "Especially for You" (Original 7" Mix)               | 3:31    |  |
| 11.                              | "Hand on Your Heart" (Video Mix)                     | 3:45    |  |
| 12.                              | "Wouldn't Change a Thing" (The Espagna Mix Edit)     | 4:17    |  |
| 13.                              | "Never Too Late" (Oz Tour Mix)                       | 5:06    |  |
| 14.                              | "I'm Over Dreaming (Over You)" (7" Remix)            | 3:23    |  |
| 15.                              | "Hand on Your Heart" (Dub)                           | 5:32    |  |

## Créditos
Créditos adaptados da Allmusic.
- Kylie Minogue - vocais, vocais de apoio
- Jason Donovan - vocals
- Mae McKenna, Miriam Stockley - vocais de apoio
- Matt Aitken - teclados, guitarra, produção, arranjos
- Pete Waterman - produção, arranjos, mixagem
- Mike Stock - vocais de apoio, produção, arranjos, teclados
- Ian Curnow - teclados
- Roger Linn - caixa de ritmos, bateria
- Jason Barron, Dave Ford, Julian Gingell, Peter Hammond, Phil Harding, Chris McDonnell, Barry Stone - mixagem
- Peter Day - engenharia, mixagem
- Karen Hewitt - engenharia
- Greg Fulginiti - masterização
- Simon Fowler - fotografia
- David Howells - design
- Lino Carbosiero - cabelo

## Desempenho nas tabelas musicais
| Tabela musical (1989)                    | Melhor posição |
| ---------------------------------------- | -------------- |
| Austrália (Australian Albums Chart)      | 9              |
| Bélgica (Belgian Albums Chart)           | 3              |
| Dinamarca (Danish Albums Chart)          | 10             |
| Alemanha (German Albums Chart)           | 33             |
| Grécia (Greek Albums Chart)              | 2              |
| Irlanda (Irish Albums Chart)             | 1              |
| Japão (Japanese Albums Chart)            | 5              |
| Nova Zelândia (New Zealand Albums Chart) | 6              |
| Suécia (Swedish Albums Chart)            | 33             |
| Suíça (Swiss Albums Chart)               | 13             |
| Reino Unido (UK Albums Chart)            | 1              |
| Tabela musical (2015)                    | Melhor posição |
| Reino Unido (OCC)                        | 94             |

## Certificações
| Região                                             | Certificação | Vendas/remessas |
| -------------------------------------------------- | ------------ | --------------- |
| Austrália (ARIA)                                   | Platina      | 70,000^         |
| Reino Unido (BPI)                                  | 4x Platina   | 1,200,000^      |
| ^ figuras remessas com base apenas na certificação |              |                 |